# Csaba Szaló
Csaba Szaló (* 29. května 1968 Nové Zámky) je český sociolog slovenského původu, který působí jakožto docent na Katedře sociologie Fakulty sociálních studií Masarykovy univerzity v Brně. Mezi lety 2012 a 2018 tuto katedru vedl. Zabývá se kulturní sociologií a sociologickou teorií. Jeho výzkumné aktivity se zaměřují na procesy sociální konstrukce identit, migraci, transnacionalismus, urbánní sociologii a další. V letech 2015–2017 byl členem výkonného výboru Evropské sociologické asociace. Angažuje se rovněž politicky, v hnutí Žít Brno.
V komunálních volbách v roce 2022 kandidoval jako nestraník za Žít Brno v rámci uskupení „Zelení a Žít Brno s podporou Idealistů“ do zastupitelstva Brna.

## Dílo

### Knihy
- Mozaika v re-konstrukci. Formování sociálních identit v současné Střední Evropě. (& Igor Nosál, eds.) Brno: Masarykova univerzita, Mezinárodní politologický ústav, 2003.
- Transnacionální migrace. Proměny identit, hranic a vědění o nich. Centrum pro studium demokracie a kultury (CDK), 2007.
- Paměť míst. Sociologické nakladatelství (SLON), 2017.

### Vybrané studie a kapitoly
- Csaba Szaló & Tomáš Katrňák. "Obrat k praxi a hledisku aktérů: Bourdieovy reprodukční strategie a formy nadvlády." Sociální studia 8.8 (2002).
- "Sociální inkluze a předpoklad kulturní zakotvenosti politické identity občanství." Sociální studia 9.1 (2003).
- "Vymístění uvnitř životního světa: kulturní vymístění jako přepis." Sociální studia/Social Studies 1.2 (2004): 27-41.[4]
- Hamar, Eleonóra, & Csaba Szaló. "Vytvoření etnokulturních minoritních identit a jejich sociální inkluze." Sociální studia/Social Studies 2.1 (2005): 67-83.[5]
- "Domov a jiná místa/ne-místa formování kulturních identit." Sociální studia/Social Studies 3.1 (2006): 145-160.[6]
- Hamar, Eleonóra, Csaba Szaló, & Eva Šlesingerová. "Konceptualizace pojmů rasa a rasismus: Sociologický pohled." Sociální studia/Social Studies 4.4 (2007): 7-21.
- Hamar, Eleonóra, & Csaba Szaló. "Osm migrujících žen a jejich transnacionální sdílený svět." Sociologický časopis/Czech Sociological Review 43.1 (2007): 69-88.
- "Transnacionalismus a kritika metodologického nacionalismu." Sociální studia/Social Studies 6.1 (2009): 49-68.
- Rapošová, Ivana, Apolónia Sejková, & Csaba Szaló. "Zabúda Brno na Zbrojovku? Praktiky formovania urbánnej pamäti prostredníctvom individuálnej angažovanosti aktérov." Sociální studia/Social Studies 10.4 (2013): 79-105.
- "European Identity Politics." The Encyclopedia of Political Thought (2014): 1176-1178.
- "The existential spatiality of rebellion: Insubordination, counter‐conduct, and places." Sociology Compass 14.11 (2020): 1-12.
- "The Cultural Sociology of Hungarian National Conservatism." In: Pavel Barša, Zora Hesová & Ondřej Slačálek (eds.) CENTRAL EUROPEAN CULTURE WARS: BEYOND POST-COMMUNISM AND POPULISM faculty of arts, charles university. (2021): 84-126.
- "Performance a performativita jednání v kulturní sociologii." In Alice Koubová a Eliška Poláčková (eds.) Terény performance. Praha: NAMU (2021): 38-51.
- Szaló, Csaba a Eleonóra Hamar. "Migrace, uprchlíci a transgenerační přenos." In Marek Preiss a Daniela Vizinová (eds.) Transgenerační přenos traumatu. Praha: Grada (2023) 145-162.